# Храм Аполлона в Сиде
Храм Аполлона в Сиде построен во II веке н. э., во времена правления Антонина Пия. Был разрушен при строительстве атриума христианской базилики. Остатки двух античных храмов в 1885 году обнаружил польский путешественник Кароль Лянцкоронский. В 1947—1966 года в Сиде проводились масштабные раскопки под руководством археолога А. Ф. Манселя. Он определил дату постройки храмов и атрибутировал больший из них как храм Афины и меньший как храм Аполлона. В результате раскопок были обнаружены многочисленные обломки, результатом изучения которых было решение частично восстановить храм Аполлона. После длительной подготовки в 1991 году были восстановлены пять колонн с антаблементом и часть западного фронтона. В настоящее время памятник находится под охраной правительства Турции и является одной из главных достопримечательностей города-курорта Сиде.

## Архитектура
Храм Аполлона — это коринфский гексастильный (6 колонн по короткой стороне) периптер с 11 колоннами по длинной стороне. Размер стилобата 16 х 30 метров. Колонны высотой 8,85 метров включая капители имеют по 24 канеллюры. Внутри птерона (внешняя колоннада античного храма) находился пронаос с двумя колоннами и целла. Фриз состоит из консолей с отделкой оснований листьями аканта, напоминающих дорические триглифы, и метопов с рельефами голов Горгоны Медузы. Данные рельефы дают основание некоторым современным исследователям считать манселевскую атрибуцию храма ошибочной, и на самом деле храм посвящен Афине. Согласно легенде Персей принес голову Горгоны Афине, которая закрепила её на своей эгиде.
В настоящее время колонны установлены на железобетонные основания с отделкой под мрамор. К 2007 году из-за воздействия окружающей среды облицовка и бетон из оснований выкрошился, и наверх выступила проржавевшая арматура, портя вид памятника.